# A Space in Time
Albums de Ten Years After
Watt
(1970) Rock and Roll Music to the World
(1972)
Singles
1. I'd Love to Change the World
Sortie : 1971
2. Baby Won't You Let Me Rock 'n' Roll You
Sortie : 1972

A Space in Time est le sixième album studio (septième en tout) de Ten Years After, sorti en 1971.
C'est le premier album du groupe sorti chez Columbia Records (Chrysalis au Royaume-Uni). Grâce au succès du single I'd Love to Change the World, il se classe 17e dans le hit-parade américain et 36e au Royaume-Uni,.
Sa présentation dans le magazine Best en novembre 1971 est la suivante : « A Space in Time est à la fois un retour vers une musique qui se veut carrée avant toute chose [...] et un essai de mélanger blues et violon (les violons n'apparaissent que sur deux titres). Alvin Lee semble avoir compris qu'il ne lui était plus besoin d'étaler sa technique et c'est pourquoi ce disque est plus un enregistrement de groupe qu'un album solo d'Alvin Lee accompagné par TYA [...] Tout cela nous donne un excellent disque équilibré et plaisant. »

## Titres
Toutes les chansons sont d'Alvin Lee, sauf Uncle Jam, composée par les quatre membres du groupe.

### Face 1
1. One of These Days – 5:52
2. Here They Come – 4:36
3. I'd Love to Change the World – 3:44
4. Over The Hill – 2:28
5. Baby Won't You Let Me Rock 'n' Roll You – 2:16

### Face 2
1. Once There Was a Time – 3:22
2. Let the Sky Fall – 4:19
3. Hard Monkeys – 3:10
4. I've Been There Too – 5:44
5. Uncle Jam – 1:57

## Musiciens
- Alvin Lee : guitare, chant
- Ric Lee : batterie
- Leo Lyons : basse
- Chick Churchill : batterie, claviers